# بات غالاغير
بات غالاغير (بالإنجليزية: Pat Gallagher)‏ هو سياسي أيرلندي، ولد في 29 مارس 1963. انتخب عضو مجلس الشيوخ من أيرلندا عن دائرة Industrial and Commercial Panel ‏ وقد انضم خلال فترته النيابية ‏ (17 سبتمبر 1997 – 12 أكتوبر 1999)  للكتلة البرلمانية حزب العمال (جمهورية أيرلندا) وفي الانتخابات العمومية الإيرلندية 1992 ‏، انتخب نائب دييل عن دائرة ليش أوفالي ‏ وقد انضم خلال فترته النيابية ‏ (14 ديسمبر 1992 – 15 مايو 1997)  للكتلة البرلمانية حزب العمال (جمهورية أيرلندا).